# Мартинес, Аелен
Эшлин Мартинес (исп. Ayelen Martinez; род. 12 мая 1993) — аргентинская шахматистка, международный мастер среди женщин (2013).

## Биография
В 2009 году победила на юношеском чемпионате Панамерики по шахматам среди девушек в возрастной группе U16. Двукратная победительница женских чемпионатов Аргентины по шахматам (2012, 2016).
В 2017 году в Тегеране дебютировала на чемпионате мира по шахматам среди женщин, где в первом туре проиграла Чжао Сюэ.
Представляла Аргентину на трех шахматных олимпиадах (2012—2016).